# Drama Queen (álbum de Ivy Queen)
Drama Queen es el sexto álbum de estudio de la cantante de reguetón puertorriqueña Ivy Queen, fue publicado el 13 de julio de 2010 a través del sello discográfico Machete Music. El álbum tiene las colaboraciones con De la Ghetto, Wisin & Yandel, Frank Reyes y Franco “El Gorila”. Posteriormente fue publicado una edición deluxe, la cual incluye tres canciones nuevas y una edición especial CD/DVD.

## Reconocimientos
Fue catalogado por Billboard como uno de los 50 mejores álbumes de la década 2010 que incluso alabaron el desarrollo musical de este álbum de la artista femenina de género urbano.

En un momento en que las mujeres simplemente no estaban representadas adecuadamente en el paisaje urbano latino, Ivy Queen de Puerto Rico rompió totalmente los paradigmas con su provocativa y contundente Drama Queen. Armado con ritmos, melodías y una saludable dosis de amor, Ivy Queen demostró que no es necesario desnudarse sexualmente para ser la Reina.

## Lista de canciones
| Edición estándar |                                      |                           |          |  |
| N.º              | Título                               | Productor(es)             | Duración |  |
| 1.               | «Intro»                              | Keko Musik                | 3:48     |  |
| 2.               | «Te voy a recordar»                  | Keko Musik                | 3:36     |  |
| 3.               | «Me quiere»                          | Keko Musik                | 3:46     |  |
| 4.               | «De la calle» (con De la Ghetto)     | DJ Blass                  | 5:05     |  |
| 5.               | «Amor puro»                          | Keko Musik                | 3:25     |  |
| 6.               | «I Do»                               | MadMusick                 | 3:37     |  |
| 7.               | «Acércate» (con Wisin & Yandel)      | Luny Tunes · Tainy        | 3:26     |  |
| 8.               | «La vida es así»                     | Luny Tunes · Tainy        | 3:11     |  |
| 9.               | «Cuando»                             | Keko Musik                | 3:40     |  |
| 10.              | «Cosas de la vida» (con Frank Reyes) | Luny Tunes · Lenny Santos | 4:16     |  |
| 11.              | «Cansada»                            | R.K.O                     | 3:33     |  |
| 12.              | «Jungle» (con Franco “El Gorila”)    | Keko Musik                | 3:10     |  |
| 13.              | «La vida es así (Versión Bachata)»   | Luny Tunes · Tainy        | 3:32     |  |
| 48:12            |                                      |                           |          |  |

| Edición deluxe |                                      |                           |          |  |
| N.º            | Título                               | Productor(es)             | Duración |  |
| 1.             | «Intro»                              | Keko Musik                | 3:48     |  |
| 2.             | «Te voy a recordar»                  | Keko Musik                | 3:36     |  |
| 3.             | «Aya Aya»                            | Luny Tunes                | 4:05     |  |
| 4.             | «Me quiere»                          | Keko Musik                | 3:46     |  |
| 5.             | «De la calle» (con De la Ghetto)     | DJ Blass                  | 5:05     |  |
| 6.             | «Amor puro»                          | Keko Musik                | 3:25     |  |
| 7.             | «I Do»                               | MadMusick                 | 3:37     |  |
| 8.             | «Acércate» (con Wisin & Yandel)      | Luny Tunes · Tainy        | 3:26     |  |
| 9.             | «La vida es así»                     | Luny Tunes · Tainy        | 3:11     |  |
| 10.            | «Cuando»                             | Keko Musik                | 3:40     |  |
| 11.            | «Amor a primera vista» (con Jadiel)  | Keko Musik                | 3:38     |  |
| 12.            | «Cosas de la vida» (con Frank Reyes) | Luny Tunes · Lenny Santos | 4:16     |  |
| 13.            | «Cansada»                            | R.K.O.                    | 3:33     |  |
| 14.            | «Jungle» (con Franco “El Gorila”)    | Keko Musik                | 3:10     |  |
| 15.            | «Dime»                               | DJ Urba & Monserrate      | 3:41     |  |
| 16.            | «La vida es así (Versión Bachata)»   | Luny Tunes · Tainy        | 3:32     |  |
| 59:39          |                                      |                           |          |  |

## Posicionamiento en listas
| Listas (2010)                        | Mejor posición |
| ------------------------------------ | -------------- |
| Estados Unidos (Billboard 200)       | 163            |
| Estados Unidos (Latin Rhythm Albums) | 1              |
| Estados Unidos (Top Latin Albums)    | 3              |
| Estados Unidos (Top Current Albums)  | 144            |
| Estados Unidos (Top Rap Albums)      | 18             |

| Lista (2010)                         | Posición |
| ------------------------------------ | -------- |
| Estados Unidos (Latin Rhythm Albums) | 6        |
| Estados Unidos (Top Latin Albums)    | 60       |

| Lista (2011)                         | Posición |
| ------------------------------------ | -------- |
| Estados Unidos (Latin Rhythm Albums) | 14       |